# René Ferrier
René Ferrier (* 7. Dezember 1936 in Thionne, Département Allier; † 15. September 1998) war ein französischer Fußballspieler.

## Vereinskarriere
Der hoch aufgeschossene Außenläufer kam 1954 zum Erstdivisionär AS Saint-Étienne (ASSE) und wurde von Trainer Jean Snella schon als gerade erst 18-Jähriger in der Profimannschaft eingesetzt. Er wirkte elegant und nützte mit präzisen Vorlagen im Spielaufbau und guter Defensivarbeit seiner Mannschaft von Anfang an. Dabei kam ihm zugute, dass die Verts – „die Grünen“ ist eine von der Farbe ihrer Trikots hergeleitete, in Frankreich weit verbreitete Bezeichnung für Saint-Étiennes Spieler – mit Kees Rijvers, Rachid Mekhloufi, Eugène Njo-Léa, Yvon Goujon und Torhüter Claude Abbes personell stark besetzt war. Am Ende der Saison 1956/57 gewann René Ferrier in diesem Kreis seinen ersten Titel als französischer Meister und wurde mit der französischen Militärnationalmannschaft zudem Weltmeister. Ende 1958 wurde der Mittelfeldspieler erstmals in die A-Nationalmannschaft berufen (siehe unten). Bis 1961 erreichte die ASSE stets einen einstelligen Tabellenplatz in der Division 1; Ausnahme war die Saison 1959/60, an deren Ende Ferrier dafür zum ersten Mal in einem Landespokalfinale stand. Dies gewann allerdings die AS Monaco mit 4:2 nach Verlängerung.
Zwei Jahre darauf erreichten die Verts erneut das Pokalendspiel, und nach dem 1:0-Erfolg über den FC Nancy durfte diesmal auch René Ferrier die begehrte Trophäe in Händen halten. Wenige Wochen später kam aber die kalte Dusche: der Pokalsieger war in die Division 2 abgestiegen. Ferrier blieb Saint-Étienne treu und kehrte zwölf Monate später (1963) als Zweitligameister ins fußballerische Oberhaus zurück, wo der Aufsteiger überraschend auch gleich bis an die Tabellenspitze stürmte und die Meisterschaft der Saison 1963/64 für sich entschied. Neben dem Seitenläufer standen mit Robert Herbin, Aimé Jacquet und Torjäger André Guy eine Reihe neuer Spieler in den Reihen der ASSE, bei der sich zudem Rachid Mekhloufi nach einem vierjährigen Zwischenspiel bei der algerischen „Unabhängigkeitself“ immer besser in Szene zu setzen vermochte. Außerdem war zu Saisonbeginn auch Trainer Snella an die Loire zurückgekehrt.
Ferrier stand in allen acht Europapokalbegegnungen auf dem Feld, die die ASSE in dieser Zeit bestritt, und hatte im Sommer 1957 auch bereits an der Coupe Latine teilgenommen.
Beim allerersten Heimauftritt des Vereins in einem UEFA-Wettbewerb (September 1957) erzielte er im Rückspiel des Meisterpokals gegen die Glasgow Rangers in der 87. Minute den entscheidenden Treffer zum 2:1-Sieg, der für ein Weiterkommen dennoch nicht ausreichte. Auch 1964/65 kam schon in der ersten Runde das Aus für die Verts (2:2 und 1:2 gegen den Schweizer FC La Chaux-de-Fonds). Dazwischen gab es im Pokalsiegercup 1962/63 wenigstens ein kleines Erfolgserlebnis, als man sich zunächst gegen Vitória Setúbal durchsetzte. In der zweiten Runde allerdings stoppte der 1. FC Nürnberg mit 0:0 und 0:3 alle weitergehenden Hoffnungen.
Nach elf Jahren bei Saint-Étienne wurde René Ferrier 1965 an den ambitionierten Zweitligisten SEC Bastia verkauft. Mit den Korsen spielte er in den folgenden drei Jahren stets um den Aufstieg – 1967 scheiterte Bastia in den Barrage und musste sich im Pokalwettbewerb erst im Viertelfinale nach drei Spielen (1:1 n. V., 0:0 n. V., 0:1) dem klassenhöheren FC Sochaux beugen –, der allerdings bis 1968 auf sich warten ließ. Im Jahr darauf führte Ferrier – gemeinsam mit dem zu Saisonbeginn als Spielertrainer gekommenen Rachid Mekhloufi – den Liganeuling auf einen sehr achtbaren sechsten Rang in der Division 1; anschließend beendete er seine Profikarriere.

### Stationen
- Cusset
- Association Sportive de Saint-Étienne (1954–1965, 1962/63 in D2)
- Sporting Étoile Club Bastiais (1965–1969, nur 1968/69 in D1)

## In der Nationalmannschaft
Nach seinen Einsätzen für die Militärnationalmannschaft berief Nationaltrainer Albert Batteux Ferrier im Dezember 1958 erstmals in die A-Nationalelf. Bis Dezember 1964 bestritt er 24 Länderspiele. In seinen letzten drei Begegnungen – unter dem Batteux-Nachfolger Henri Guérin, zuvor Ferriers Trainer bei AS Saint-Étienne – lief er auch dreimal als Mannschaftsführer der Bleus auf. Bei der ersten Europameisterschaft (1960) gehörte er zum französischen Aufgebot und stand im Halbfinale gegen Jugoslawien, einem der vom Verlauf her denkwürdigsten Spiele der Franzosen, auf dem Platz: der EM-Gastgeber führte nach anfänglichem Rückstand zur Halbzeit mit 2:1 und nach 62 Minuten sogar 4:2, ehe die Jugoslawen in der Schlussviertelstunde noch dreimal trafen und ins Finale einzogen. Ferriers Nationalmannschaftskarriere tat diese Enttäuschung, anders als bei manchem seiner Mitspieler, jedoch keinen Abbruch.
Auch gegen Nationalteams aus den deutschsprachigen Ländern hat er gespielt – gegen Österreich im Dezember 1959 und März 1960 (5:2-Heim- bzw. 4:2-Auswärtssieg), gegen die Schweiz (2:6 im Oktober 1960 in Basel), Westdeutschland (2:2 im Oktober 1962 in Stuttgart) und Luxemburg (Auswärts-2:0 im Oktober 1964).

## Palmarès
- Französischer Meister: 1957, 1964
- Französischer Pokalsieger: 1962 (und Finalist 1960)
- 24 A-Länderspiele (kein Treffer) für Frankreich, Europameisterschaftsteilnehmer 1960
- Militärweltmeister 1957
- 259 Spiele und 36 Tore in der Division 1, davon 236/32 für Saint-Étienne, 23/4 für Bastia[10]
- 8 Europapokalspiele (1 Tor)
- Teilnahme an der Coupe Latine: 1957

## Leben nach der Fußballerlaufbahn
1969 kehrte René Ferrier nach Zentralfrankreich zurück und ließ sich in Brive-la-Gaillarde nieder, wo er bei den Stadtwerken arbeitete und daneben die ESA Brive trainierte. Später lebte er zeitweise in Blois, wo er gleichfalls die lokale Amateurelf (AAJ Blois) betreute, dann in Autun. Schließlich fand er in Saint-Étienne, der Stadt seiner größten fußballerischen Erfolge, eine Anstellung als Sportlehrer beim dortigen Sozialamt. Er starb 1998, in seinem 62. Lebensjahr.